# Самопрезентация
Самопрезентация (с лат. — «самоподача») — процесс представления человеком собственного образа в социальном мире, характеризующийся намеренностью и направленностью на создание у окружающих определенного впечатления о себе.

## Описание
Понятие «самопрезентации» является объектом изучения множества наук: психологи подчеркивают её направленность на появление желаемой субъектом самопрезентации реакции, путем вызывания у объекта воздействия заданного спектра эмоций. Социологи подчеркивают необходимость самопрезентации в целях составления окружающими полного и достоверного образа самопрезентующегося. При этом, говоря о достоверности и возможной идеализации образа, важна степень приближения и стремлениям к указанной идеализации..
В качестве основной функции самопрезентации американский социолог И. Гофман называет определение характера социальной ситуации с учетом возможности регулирования большинства социальных взаимодействий. За счёт использования самопрезентации происходит эффективное принятие социумом личностных ролей субъекта воздействия и их взаимодействия. Характер самопрезентации может меняться в зависимости от обстоятельств или целей субъекта самопрезентации. Благодаря анализу данного понятия И. Гофманом, самопрезентация стала выступать в качестве предмета социально-психологических исследований.
Самопрезентация выступает в качестве важной части навыков общения, используемых различными субъектами в целях формирования определенного образа в сознании других людей для дальнейшего получения материальных и социальных выгод. Использование самопрезентации может осуществляться в различных условиях: от общения с незнакомыми людьми на улице до встречи с высокопоставленными партнерами.

## Виды самопрезентации
Самопрезентация бывает двух видов:
— природная, называемая природным распределением, — свойственна всем индивидам и характеризующаяся не надуманностью процесса и естественностью. В результате природной самопрезентации происходит определение человека в системе общественного сознания. Отличительными особенностями самопрезентации данного вида является невозможность контроля и корректировки, что можно расценить в качестве недостатка природной самопрезентации в силу неизвестности характера произведенного эффекта.
— искусственная самопрезентация, в рамках которой применяются специально наработанные навыки представления себя, со спланированным результатом. Главной целью искусственной самопрезентации является формирование положительного отношения со стороны значимых для субъекта воздействия людей.

## Типы самопрезентации
Выделяют два типа самопрезентации:
1. соответствует собственной самооценке — в качестве основной цели такой самопрезентации выступает стремление субъекта воздействия к идеалу себя, сформированному в своем сознании.
2. соответствует ожиданиям и предпочтениям аудитории — наиболее часто встречающийся тип самопрезентации, который направлен на формирование образа субъекта воздействия в глазах окружающих.
Неоспоримым фактом является выразительность самопрезентации, что обусловлено стремлением людей создавать себе образ, соответствующий их личной идентичности. Но часто идентификацию субъекта общество контролирует из-за существования условных правил поведения в каждой сфере. Реакция субъекта на такой контроль может быть провокационной. Этому примером является "дочь церковнослужителя", у которой вследствие особенностей профессиональной деятельности отца подавлены идентичность личности и эмоции. В таких условиях она не может самопрезентовать себя в каком-то ином, несвойственном для «дочери проповедника» качестве. В конечном итоге, вызывает негативную реакцию в ее семье и обществе.

## Тактики самопрезентации И. Джонса и Т. Питтмана
В повседневной жизни используются следующие тактики:
- хвастовство (способствует чрезмерной саморекламе и демонстрации компетентности субъекта с целью получения уважения со стороны других)
- лесть (способствует повышению социальной привлекательности)
- запугивание (способность заставить других слушать или повиноваться своим требованиям)
- пояснение примером (демонстрация превосходства субъекта над окружающими)
- мольба (демонстрация слабости и зависимости от других в надежде получения помощи или сочувствия у окружающих, полагаясь на социальную ответственность)

Стратегии самопрезентации могут приобретать оборонительный или утверждающий характеры. Оборонительная самопрезентация направлена на то, чтобы предотвращать угрожающие жизненные ситуации. В данном случае используется тактика «мольба». Убеждающий стиль самопрезентации характеризуется более активным поведением, которому присуща идеализация своей личности, доброжелательность. К этому стилю относятся тактики: «лесть», «хвастовство», «пояснение примером».
В поддержании своей самооценки этим стратегиям отводится важная роль. Самооценка человека зависит от оценки его собственной деятельности, восприятия того, как на его производительность реагируют другие. В результате, людьми активно изображаются впечатления, вызывающие чувство собственного достоинства, усиливающееся реакцией со стороны других.

## Самопрезентация в научной литературе
Самопрезентация в научной литературе рассматривается:
- в качестве средства для организации взаимодействия с другими людьми в целях достижения собственных целей (И. Гофман);
- в качестве формы, связанной с социальным поведением (М. Риесс и Дж. Тедеши);
- в качестве средства по поддержанию уровня самооценки (М. Вейголд, Б. Шленкер, М. Лири, Д. Майерс Р. Ковальски);
- в качестве средства формирования самооценки и образа «Я» (Ч. Кули и Дж. Г. Мид);
- в качестве средства самовыражения (А. Стейхилбер и Р. Баумейстер);
- в качестве приема устранения когнитивного диссонанса (Л. Фестингер и Ф. Хайдер);
- в качестве реализации мотивации на достижение или же избегания неудач (А. Шутц и Р. Аркин);
- в качестве состояния, связанного с объективным самосознанием в результате восприятия совокупности чужих оценок (Р. Викланд);
- в качестве следствия повышения мотивации в результате фокусирования собственного внимания на собственном образе (Г. Глейтман);
- в качестве проявления стремлений к власти в межличностных отношениях (Т. Питтман и И. Джонс);
- в качестве личностной черты (М. Шериер, А. Фестингер, А. Басс, М. Снайдер);
- в качестве представления своих личностных качеств в связи с потребностью в отношениях доверительного характера (Л. Б. Филонов) или для установления порядка взаимодействия (Р. Парфенов);
- в качестве внешнего воздействия на отношение окружающих (А. А. Бодалев), направления восприятия партнера в рамках определенного пути (В. П. Третьяков, Ю. С. Крижанская, Г. В. Бороздина);
- в качестве созданного определенного впечатления и регуляции собственного поведения (Ю. М. Жуков);
- в качестве рекламной деятельности (А. Н. Лебедев-Любимов).

## Критика
Очень часто к искусственной самопрезентации прибегают общественные деятели и политики, создающие свой целостный имидж в целях формирования уважительного отношения со стороны окружающих и убеждения людей в своей компетенции. Однако, критике подвергается способность к трансформации имиджевых характеристик в условиях меняющейся политики, что приводит к непостоянству искусственной самопрезентации. Также в условиях активно развивающегося информационного общества всё большую популярность набирает самопрезентация в интернете, для реализации которой субъект воздействия создаёт собственную страницу, на которой размещает информацию о себе и своих качествах, зачастую утаивая или перевирая факты своей жизни и истинную информацию о своей личности, чтобы манипулировать общественным мнением. Таким образом, виртуальность телекоммуникационных технологий делает такую самопрезентацию недостоверной.

## Сферы применения
Самопрезентация личности широко используется в массовой культуре, в политике, в бизнес-сфере, в образовательной деятельности, в социо-культурной деятельности, управлении, продажах, рекламе, связях с общественностью и других сферах.